# ラーメン橋

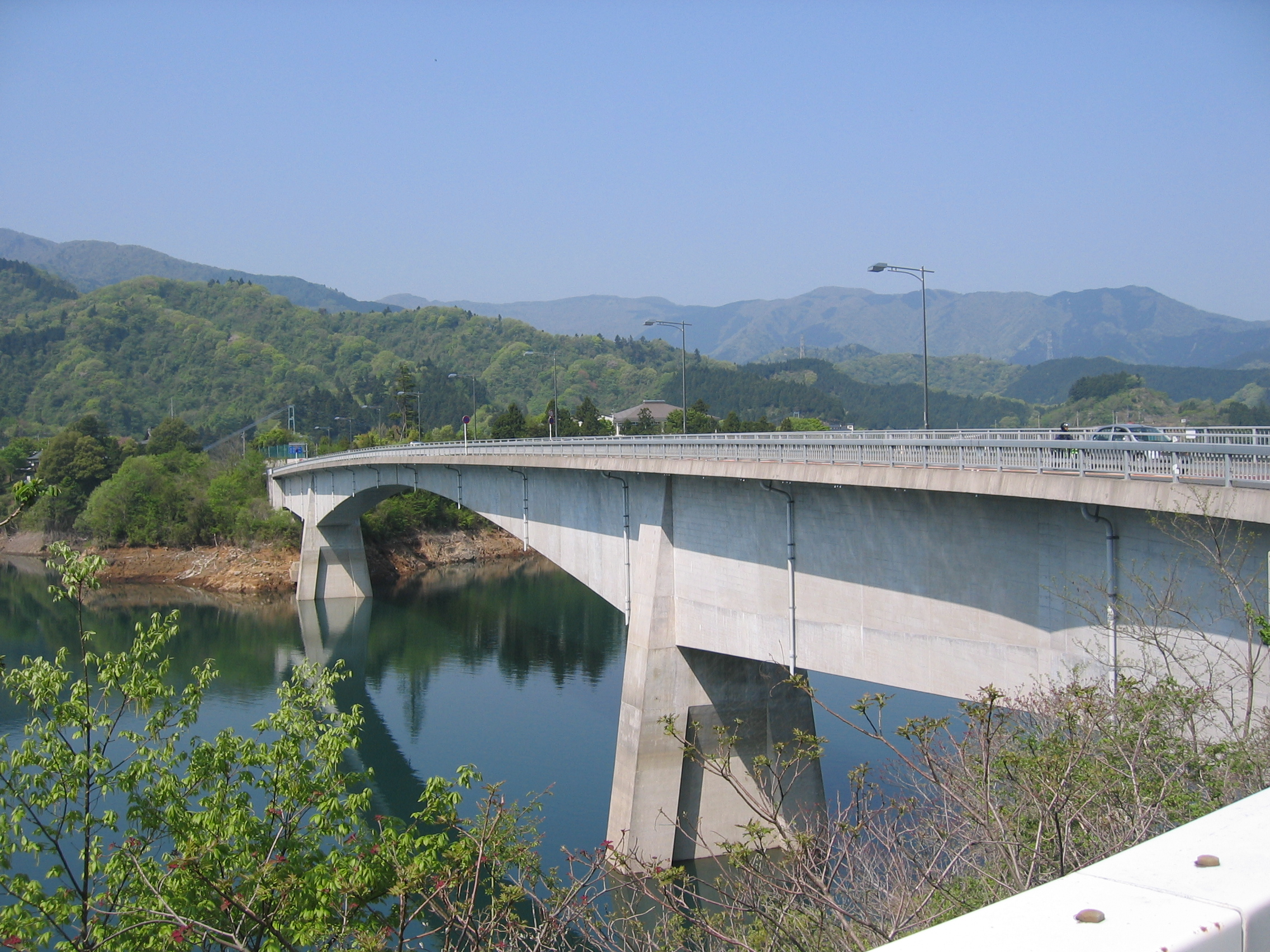
PC連続ラーメン橋の例（やまびこ大橋）

ラーメン橋（ラーメンきょう）は、橋梁形式の一つであり、主桁と橋脚・橋台を剛結構造としたものである。ラーメンは『骨組み』を意味するドイツ語のRahmenに由来するもので、英語ではRigid frame bridgeと称する。

## 概要
橋梁の主桁は、荷重の作用や温度変化の影響により、伸縮や回転などの変形を起こす。そこで、主桁と橋台・橋脚の間には支承と呼ばれる伸縮や回転を吸収する部位を設けるのが一般的である。これに対しラーメン橋は、この支承を設けず、主桁と橋脚や橋台を剛結する橋梁である。

## 特徴
耐震性に優れる
主桁と橋脚が剛結されているため、地震時の橋脚の変形を主桁が拘束し、橋脚の地震による変形・断面力を小さく抑えることができる。また、支承を用いないため、過大な変形により支承から主桁が落橋することも抑えることができ、耐震性に優れた構造と言える。
ただし、地震の影響が橋脚から主桁にも伝達されるため、主桁に対しても耐震設計が必要である。ラーメン橋は高次の不静定構造物であり、地震時の力の流れが複雑であることから、過去に日本を含む世界中で発生した実際の地震波、或は人工地震波の時刻歴加速度などを解析モデルに与えてシミュレーションを行う「時刻歴応答解析」により検証することが定められている。
建設コストが安い
ラーメン橋では支承が不要もしくは少なくてすむため、その分の工費を抑えることができる。とりわけ日本においては、阪神・淡路大震災を契機に橋梁の耐震設計が大幅に見直され、高い耐震性能を有する支承が求められるようになった。これにより支承にかかるコストが上昇、橋梁上部工工費の30%以上を占めることもあり、ラーメン橋の経済性がさらに高まる結果となっている。
2次力の影響が大きい
主桁の変形を橋脚が拘束しているため、温度変化等の影響により、主桁や橋脚に大きな2次力が発生することがある。設計にあたっては、2次力の影響を適切に評価する必要がある。
コンクリート橋に多い
鋼橋・コンクリート橋を問わず、下部構造はコンクリート構造が多いことから、主桁との剛結が鉄筋により容易に行えるコンクリート橋に採用事例が多い。コンクリート橋は自重が大きいため支承が大きくなりがちであることも、ラーメン橋の採用事例が多くなる理由の一つである。

## ラーメン橋の種類

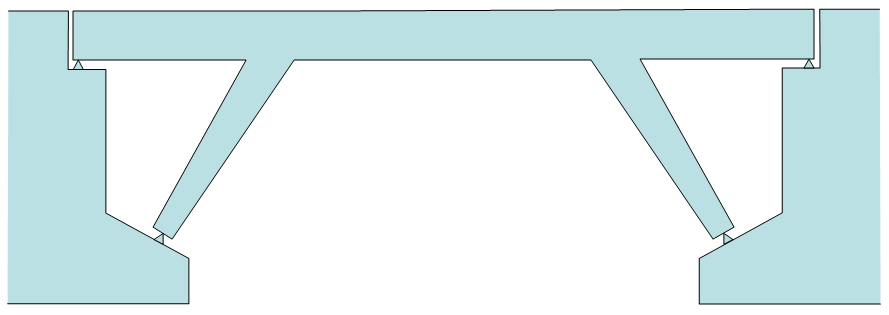
方杖ラーメン橋の構造

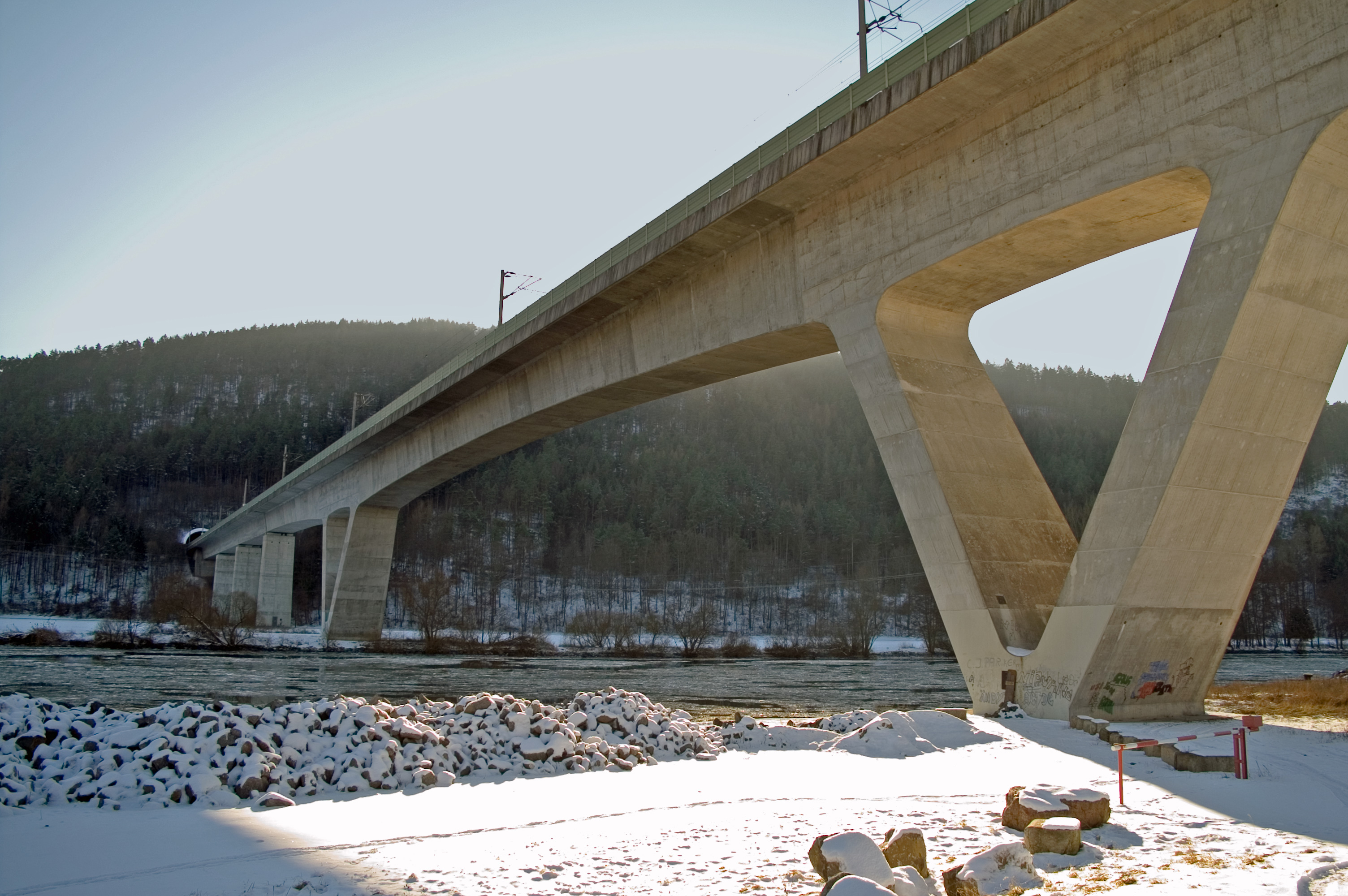
V脚ラーメン橋の例（ドイツ）

門型ラーメン橋
ポータルラーメンとも呼ばれる。1径間の両橋台（もしくは橋脚）と主桁を剛結構造とした構造。下部工に大きな回転反力が作用するため、小規模なものを除くと採用事例は少ない。
Tラーメン橋
2径間の中央の橋脚のみを主桁と剛結した構造で、両橋台は支承構造である。側面から見ると、主桁と中央の橋脚がTの字を描いていることから、この名がある。山間部の道路で谷をわたるPC橋によく用いられ、張出架設工法による施工が一般的である。
連続ラーメン橋
3径間以上のラーメン橋である。小規模なものでは、鉄道の高架橋に8-10m支間の鉄筋コンクリートによるラーメン橋がよく見られる。大規模なものは、張出架設工法によるPC連続ラーメン橋があり、Tラーメンと同様に山間部の高速道路などで採用事例が多い。
近年、走行性の観点から伸縮装置の少ない多径間連続ラーメンが採用される傾向にある。しかし、剛結橋脚を増やして橋長を伸ばすと2次力の影響が大きくなり、上部構造・下部構造に悪影響を及ぼしかねない。そこで、一部の中間橋脚を支承構造とする例も見られる。
有ヒンジラーメン橋
張出架設工法によるPC橋でよく用いられた形式であり、支間中央部にヒンジを有する。このヒンジにより、施工中と完成時の断面力（曲げモーメント）がほぼ一致する優れた構造であり、200mを超える支間も可能である。しかし、中央部のヒンジが走行性を阻害すること、コンクリートのクリープによりヒンジ部が後に垂れ下がるなどの欠点もあり、近年では連続ラーメン橋や、支間の大きな橋梁では斜張橋やエクストラドーズド橋に移行している。
この形式の橋梁としては、建設当時桁橋として世界一の支間240mを誇った浜名大橋が有名である。最近では、2004年に島根県に江島大橋が支間250m（桁橋として世界第3位）の規模で完成している。
方杖ラーメン橋
橋脚部材を斜めに配したラーメン橋である。深い谷を渡る橋梁で中間に橋脚が立てられない場合などに用いられ、橋脚を斜めに配置することにより、上部構造の見かけの支間を小さくすることができる。美観に優れ、鋼橋の採用事例も多い。この形式では図に示すように、橋脚下端に回転支承（固定支承）が設けられることがある。
V脚ラーメン橋
方杖ラーメン橋を連続させた形式であり、中間橋脚がVもしくはYの字のように開いているのが特徴。美観に優れる。
斜材付π型ラーメン橋
方杖ラーメンに似ているが、主桁端部と橋脚付け根部を斜材で連結しているのが特徴。高速道路の跨道橋によく用いられる。
その他
ラーメン橋は、上部構造と下部構造を剛結することが定義であるので、斜張橋などの他形式においても、主塔や橋脚が主桁と剛結している場合は、ラーメン橋の一種となる。